# Vasco Teixeira
Vasco Teixeira (1956 (69 anos)) é um engenheiro civil português, administrador e director editorial da Porto Editora. É filho de um dos fundadores da Porto Editora Vasco Teixeira, e irmão de José António Teixeira com quem divide a liderança do grupo. 
É licenciado em engenharia civil pela Faculdade de Engenharia da Universidade do Porto.